# Gersz Budker
Gersz I. Budker (ur. 1 maja 1918 w Murafie, zm. 4 lipca 1977 w Nowosybirsku) – rosyjski fizyk.
W 1941 ukończył studia na Wydziale Fizycznym Moskiewskiego Uniwersytetu Państwowego. Brał udział w wojnie z Niemcami. Od 1946 pracował w Laboratorium Przyrządów Pomiarowych Akademii Nauk ZSRR (późniejszym Instytucie Energii Atomowej) kolejno jako młodszy i starszy pracownik naukowy, kierownik sektora, kierownik laboratorium nowych metod przyśpieszenia, a jednocześnie wykładał w Moskiewskim Uniwersytecie Państwowym i Moskiewskim Instytucie Inżynieryjno-Fizycznym. Od 1957 pracował w Syberyjskim Oddziale Akademii Nauk ZSRR, od 1958 jako członek prezydium tego oddziału; w 1958 został członkiem korespondentem, a w 1964 członkiem rzeczywistym Akademii Nauk ZSRR. Autor prac dotyczących teorii reaktorów jądrowych, kontrolowanych reakcji termojądrowych, akceleratorów cząstek naładowanych oraz fizyki plazmy. W 1956 roku stworzył ideę wiązek przeciwbieżnych, która stała się podstawą budowy nowoczesnych akceleratorów. W 1962 został dyrektorem Instytutu Fizyki Jądrowej Syberyjskiego Oddziału Akademii Nauk ZSRR. W 1949 otrzymał Nagrodę Stalinowską, a w 1967 Nagrodę Leninowską. Był odznaczony Orderem Lenina (1967), Orderem Rewolucji Październikowej (1975), Orderem Czerwonego Sztandaru Pracy (1951) i medalami.
Zmarł na atak serca w wieku 59 lat w Akademgorodoku.